# Holy Shit
Holy Shit is het tweede studioalbum van de Canadese poppunk band Living with Lions. Het werd uitgegeven op 17 mei 2011.
Het album is het eerste en enige album van de band waarop de zanger Stu Ross te horen is.
Er is een videoclip gemaakt voor het nummer "Honesty, Honestly".

## Nummers
1. "Pieces"
2. "Regret Song"
3. "In Your Light"
4. "Honesty, Honestly"
5. "Whatever You Want"
6. "Maple Drive is Still Alive"
7. "Wake Up"
8. "Matthew's Anthem"
9. "Rough Around the Edges"
10. "When We Were Young"